# CFLAGS
CFLAGS e CXXFLAGS são ambas o nome de variáveis de ambiente ou variáveis do Makefile que são capazes de especificar switches adicionais a serem passados para um compilador no processo de compilação de software computacional.
Estas variáveis geralmente são setadas dentro de um Makefile e são adicionadas a linha de comando quando o compilador propriamente dito é invocado.  Se elas não são especificadas dentro do Makefile, então elas serão lidas através do ambiente, se presente.  Ferramentas como a script ./configure do autoconf geralmente irão coleta-las através do ambiente e escreve-las nos Makefiles resultantes.
CFLAGS permite que switches sejam adicionados para o compilador de linguagem C, enquanto que CXXFLAGS deve ser usada para trabalhar com switches ao invocar um compilador de linguagem C++.  Variáveis similares, como CPPFLAGS existem em conjunto com switches a serem passados para o Preprocessador C.
O uso mais comum e disseminado destas variáveis é relativo a switches de otimização ou depuração de um determinado compilador, como por exemplo -g, -O2 ou um específico do (GCC) -march=nocona.